# Rhytidoponera punctata
Rhytidoponera punctata är en myrart som först beskrevs av Smith 1858.  Rhytidoponera punctata ingår i släktet Rhytidoponera och familjen myror. Inga underarter finns listade i Catalogue of Life.